# Хараламбие Баламачи
Хараламбие Баламачи (на румънски: Haralambie Balamaci) известен като Папа Ламбру (Papa Lambru) е румънски духовник, деец на румънската пропаганда в Македония и Епир.

## Биография
Хараламбие Баламачи е роден в 1863 година във влашкото (арумънско) корчанско село Пляса, тогава в Османската империя. Принадлежи към фрашеротския род Баламачи. Учи в гимназията в Корча и в 1879 година става свещеник и преподавател по калиграфия и рисуване в гръцкото училище.
Заминава за Букурещ, Румъния, и се отказва от гърцизма. Учи една година в семинарията в Арджеш. Връща се в Османската империя и се присъединява към румънската пропаганда. В 1881 година отваря румънско училище в град Прилеп. В същата 1881 година заедно с брат си Спиру е част от влашка делегация, която протестира пред султана предаването на Тесалия на Гърция, тъй като новата граница отрязва достъпа до зимните пасища на власите.
По-късно отваря румънско училище в родното си Пляса, където служи като свещеник на румънски език. Отваря румънски училища в Москополе, Шиписка, Грабова, Ланга, Нича, Виткук и дори в Елбасан и Берат.
В 1891 година пътува до Цариград и остава там до 1895 година с искане за румънска митрополия. Прогръцки активисти правят неуспешен опит да го убият. В 1905 година четата на Константинос Гутас напада Пляса, за да спре румънската служба в църквата „Света Богородица“. Баламачи заравя румънските богослужебни книги, но службите на румънски продължават. На следната 1906 година митрополит Фотий Корчански прави опит да посети Пляса, но е изгонен с камъни и отлъчва отец Баламачи. Баламачи е обвинен в опит за убийството на митрополита и арестуван.
Баламачи се установява в Корча и отваря румънско училище. Фотий забранява достъпа до гръцката църква на всички прорумънски власи и Баламачи започва да извършва богослужение в училището си. В 1906 година Фотиос е убит от прорумънски активист и новият епископ Гервасий повтаря отлъчването на Баламачи.
В 1913 година в окупираната от гръцки войски Корча андартският капитан Вардас арестува сина на Хараламбие, Никуца Баламачи, но той успява да се спаси в Цариград. Хараламбие и Сотир Баламачи са разстреляни на 23 март 1914 година, малко преди гръцките войски да се оттеглят от Северен Епир.